# Ankara (provins)

Karta över Turkiet med Ankara markerat.

Ankara är en provins i centrala Turkiet. Den hade i slutet av 2014 en beräknad folkmängd på 5 150 072 invånare och har en areal på 24 521 km². Provinsens huvudstad är landets huvudstad Ankara.